# Кобилочкові
Кобилочкові (Locustellidae) — родина горобцеподібних птахів, що включає 11 родів і 66 видів. Представники родини мешкають в Африці, Євразії і Океанії.

## Опис
Кобилочкові — це переважно дрібні птахи з довгими, східчастими хвостами. Вони мають видовжену форму тіла, округлі, середньої довжини крила, тонкий і часто прямий дзьоб. Забарвлення переважно коричневе, часто поцятковане темними смужками.
Кобилочкові мешкають в різномінітних природних середовища, які включають в себе ліси з густим підліском, болота і луки, зокрема заплавні. Живляться кобилочкові переважно комахами та іншими безхребетними. Деякі види споживають насіння. Вони шукають їжу в підліску або на землі, і загалом ведуть найбільш наземний спосіб життя серед співочих птахів.

## Систематика і таксономія
Традиційно представників родини кобилочкових відносили до кропив'янкових (Sylviidae) і тимелієвих (Timaliidae). За результатами низки молекулярно-філогенетичних досліджень Міжнародна спілка орнітологів визнала кобилочкових окремою родиною. Вони виявились набільш близькими до представників родини Bernieridae, які є ендеміками Мадагаскару. Також до кобилочкових є близьким мімик, єдиний представник родини Donacobiidae, що мешкає в Південній Америці.
За результатами ґрунтовного молекулярно-філогенетичного дослідження родини кобилочкових, опублікованого в 2018 році, було відновлено роди Poodytes і Cincloramphus. а також створено новий рід Helopsaltes.
За класифікацією, утвердженою Міжнародною спілкою орнітологів, виділяють 11 родів і 66 видів:
- Робсонія (Robsonius) — 3 види
- Helopsaltes — 6 видів
- Кобилочка (Locustella) — 23 види
- Куцокрил (Bradypterus) — 12 видів
- Цейлонський куцокрил (Elaphrornis) — 1 вид (рід монотиповий)
- Широкохвіст (Schoenicola) — 2 види
- Poodytes — 5 видів (включно з одним вимерлим)
- Малія (Malia) — 1 вид (рід монотиповий)
- Роляк (Cincloramphus) — 11 видів
- Матата (Megalurus) — 1 вид (рід монотиповий)
- Африканський широкохвіст (Catriscus) — 1 вид (рід монотиповий)